# Łopuszno (gmina)
Łopuszno – gmina miejsko-wiejska w województwie świętokrzyskim, w powiecie kieleckim. W latach 1975–1998 gmina położona była w województwie kieleckim.
Siedzibą gminy jest Łopuszno.

## Struktura powierzchni
Według danych z roku 2002 gmina Łopuszno ma obszar 176,81 km², w tym:
- użytki rolne: 52%
- użytki leśne: 42%

Gmina stanowi 7,87% powierzchni powiatu.

## Demografia

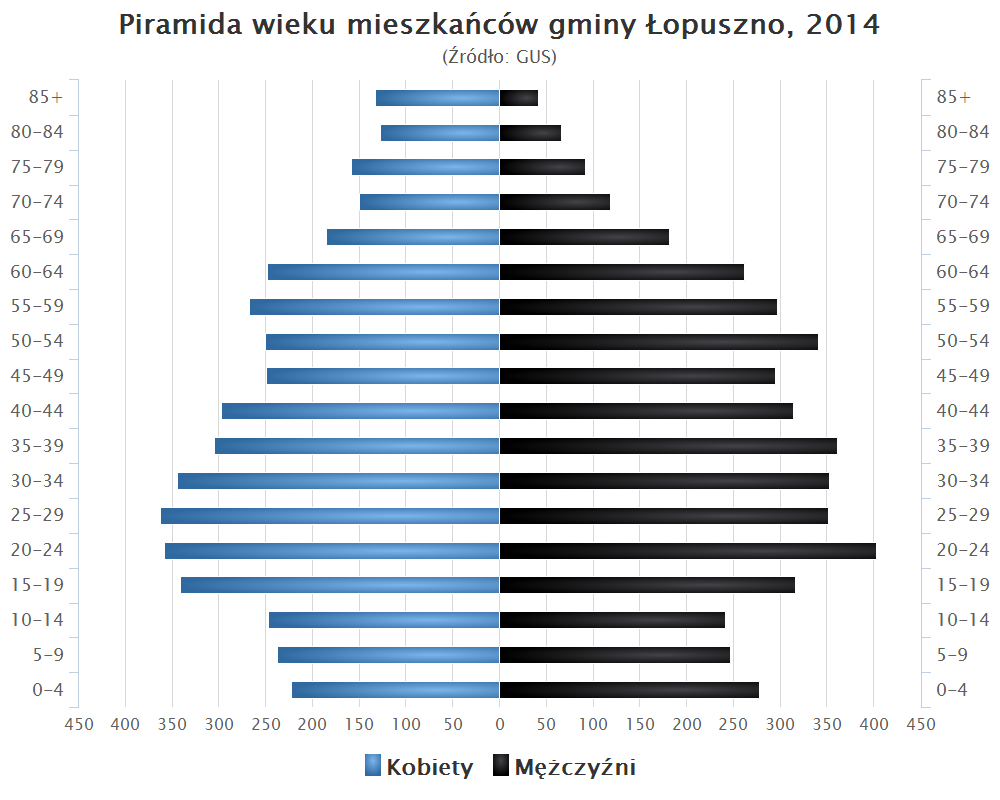
Piramida wieku mieszkańców gminy Łopuszno w 2014 roku

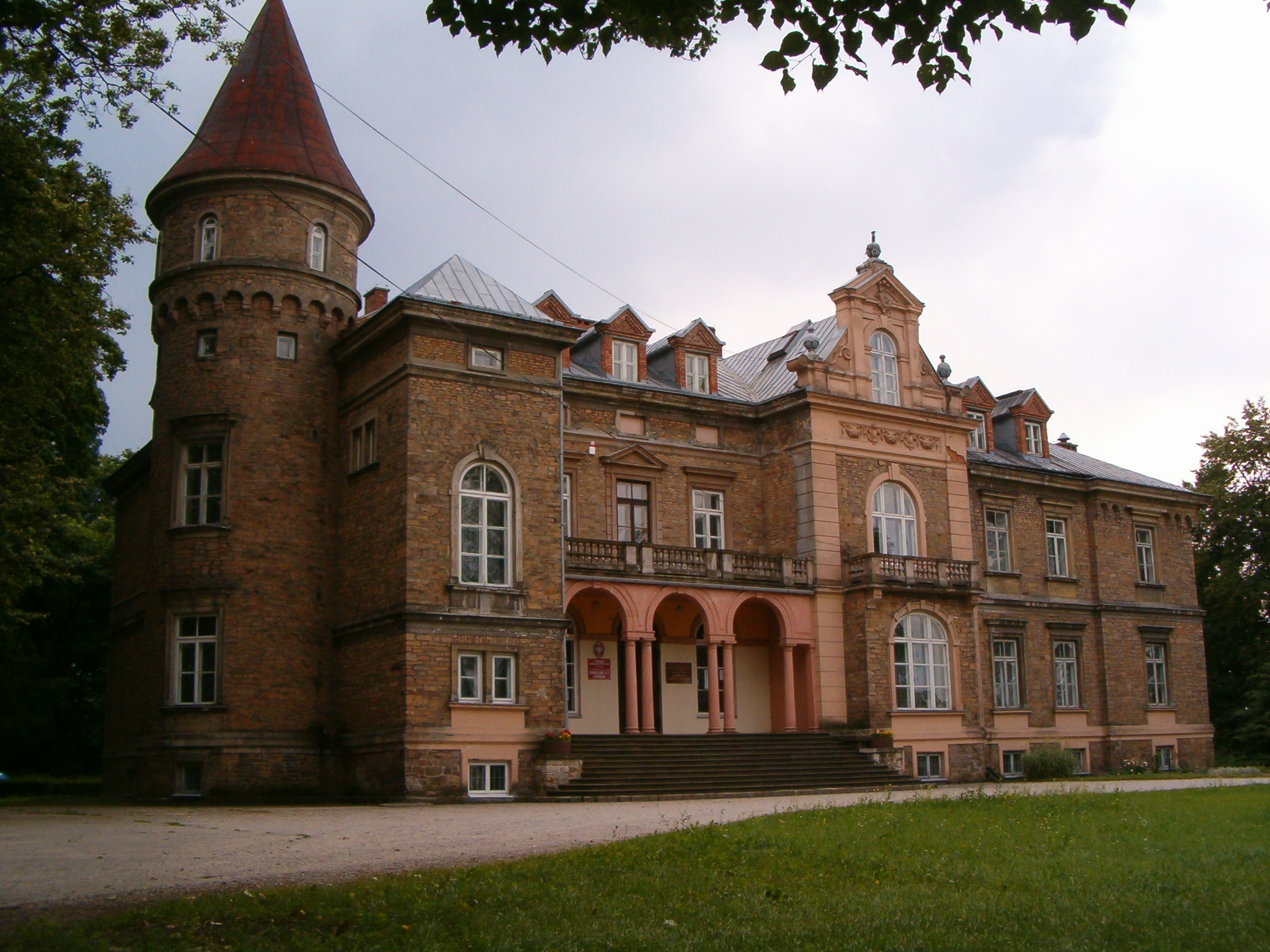
Pałac Dobieckich w Łopusznie

Dane z 2018 roku
| Opis                              | Ogółem | Ogółem | Kobiety | Kobiety | Mężczyźni | Mężczyźni |
| --------------------------------- | ------ | ------ | ------- | ------- | --------- | --------- |
| jednostka                         | osób   | %      | osób    | %       | osób      | %         |
| populacja                         | 9126   | 100    | 4517    | 49,5    | 4609      | 50,5      |
| gęstość zaludnienia (mieszk./km²) | 51,6   | 51,6   | 25,6    | 25,6    | 26        | 26        |

## Sołectwa
Antonielów, Czałczyn, Czartoszowy, Dobrzeszów, Eustachów, Ewelinów, Fanisławice, Fanisławiczki, Gnieździska, Grabownica, Jasień, Jedle, Józefina, Krężołek - Przegrody, Lasocin, Łopuszno, Marianów, Nowek, Olszówka, Piotrowiec, Podewsie, Rudniki, Ruda Zajączkowska, Sarbice Drugie, Sarbice Pierwsze, Snochowice, Wielebnów.
Pozostałe wsie: Barycz, Czubacz, Huta Jabłonowa, Michala Góra, Naramów, Orczów, Piaski Lasockie, Zasłońce.

## Sąsiednie gminy
Krasocin, Małogoszcz, Mniów, Piekoszów, Radoszyce, Słupia Konecka, Strawczyn